# Alchemilla verticillata
Alchemilla verticillata é uma espécie de rosácea do gênero Alchemilla, pertencente à família Rosaceae.